# Trimeresurus macrolepis
Trimeresurus macrolepis là một loài rắn trong họ Rắn lục. Loài này được Beddome mô tả khoa học đầu tiên năm 1862.

## Hình ảnh

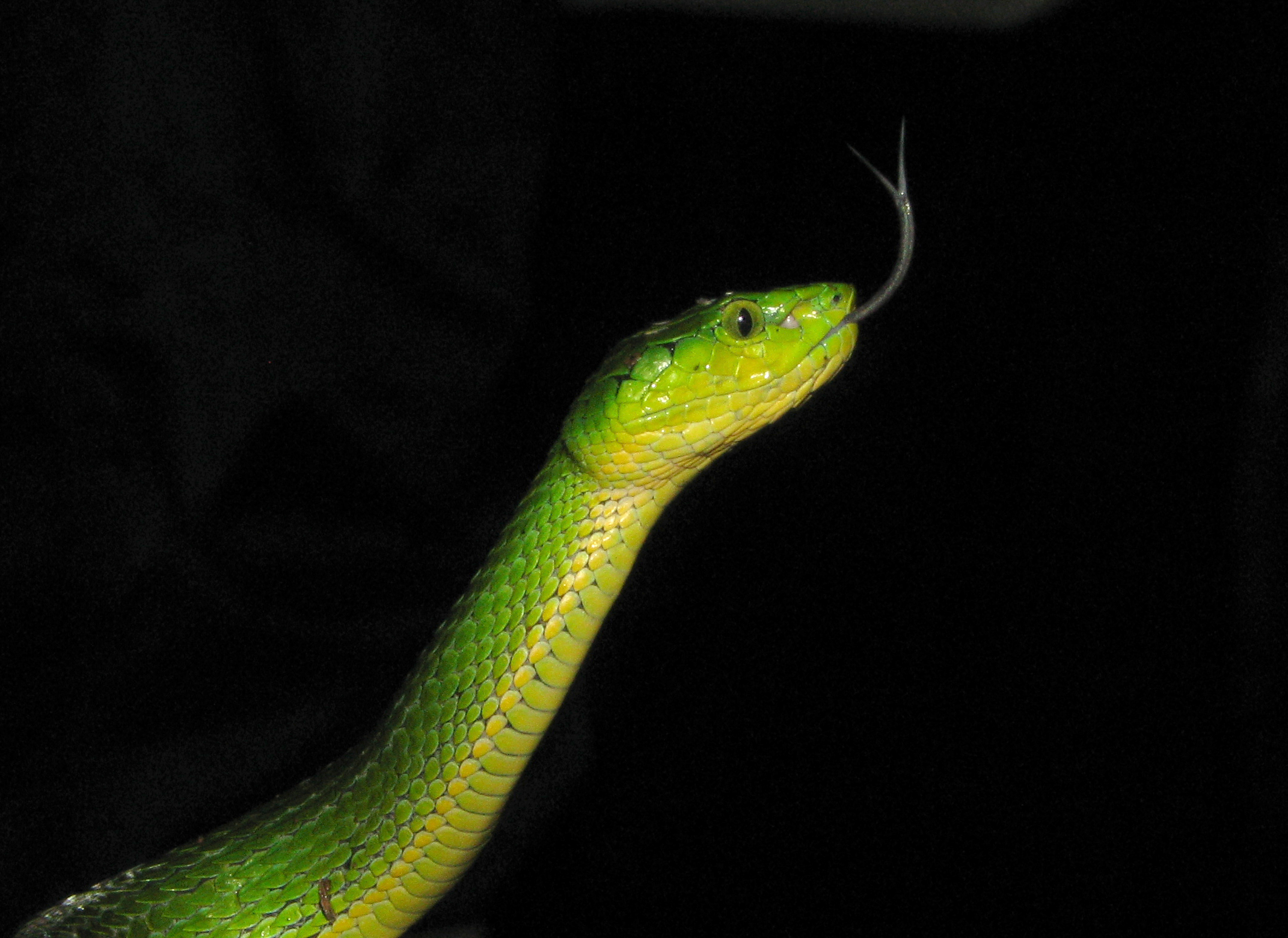
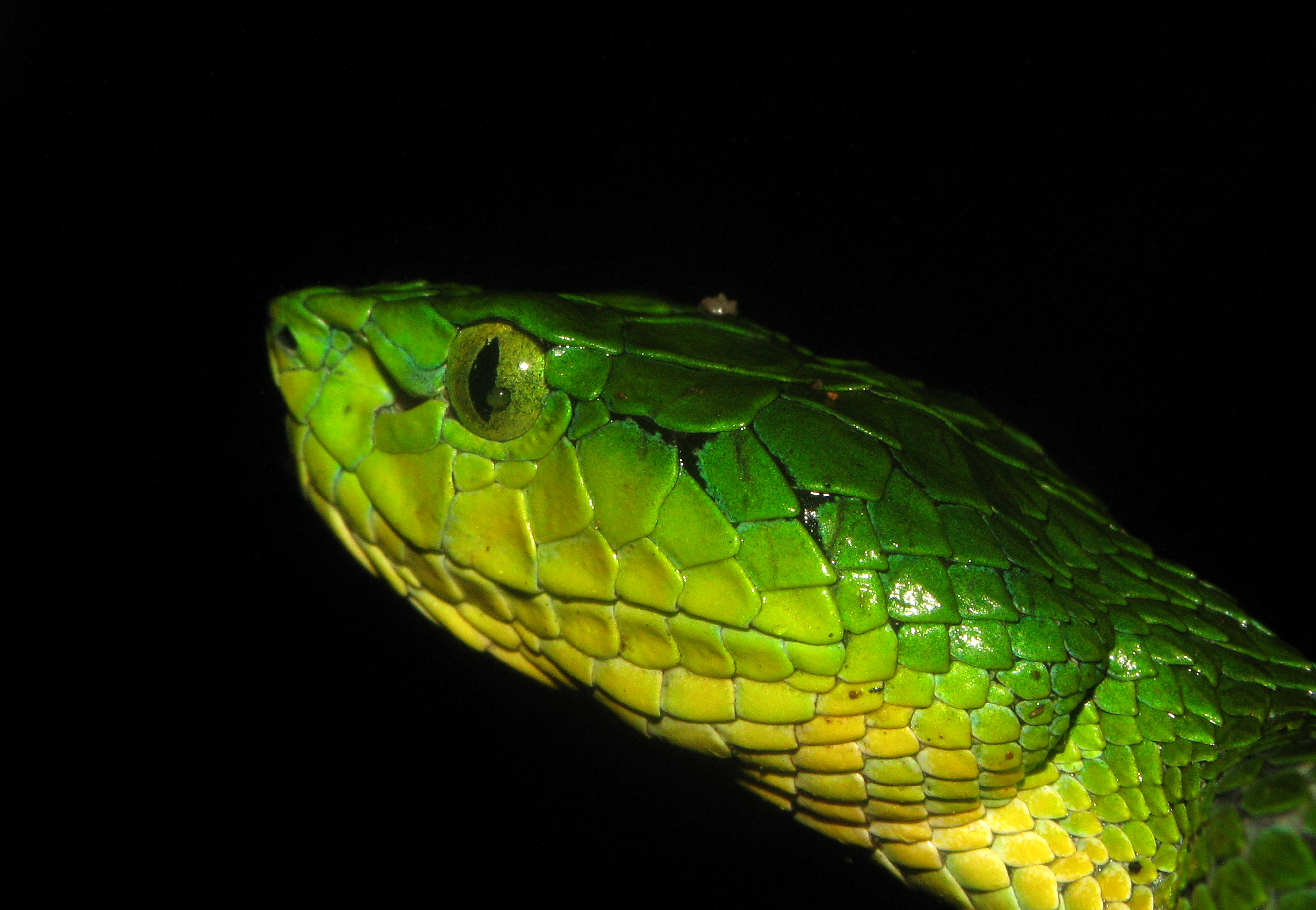